# Rock Songs
Rock Songs is een muziekhitlijst in de Verenigde Staten die sinds 20 juni 2009 wekelijks door het tijdschrift Billboard online wordt uitgegeven. Tot 13 oktober 2012 bestond de lijst uit vijftig, op airplay gesorteerde, nummers uit de alternatieve rock, mainstream rock en triple a-formats. Vanaf 13 oktober 2012 wordt de lijst samengesteld op basis van verkoop, airplay en streaming.

## Records

### Artiesten met de meeste nummer 1-nummers
- Foo Fighters (3)
- Linkin Park (2)
- Alice in Chains (2)
- Three Days Grace (2)
- The Black Keys (2)

### Artiesten met de meeste opgetelde weken op nummer 1
- Foo Fighters (30)
- The Black Keys (26)
- Three Days Grace (18)
- Linkin Park (17)
- Alice in Chains (14)

### Lijst met langste nummer 1-noteringen
20 weken
- Rope - Foo Fighters (2011)

14 weken
- Lonely Boy - The Black Keys(2011-2012)

12 weken
- New Divide — Linkin Park (2009)
- Break — Three Days Grace (2009-2010)
- Tighten Up — The Black Keys (2010-2011)